# Marie Justina ze Schwarzenbergu
Kněžna Marie Justina ze Schwarzenbergu, hraběnka ze Starhembergu (1618, Eferding – 31. ledna 1681, Třeboň) byla česká šlechtična štýrského původu, manželka knížete Jana Adolfa I. ze Schwarzenbergu.

## Život

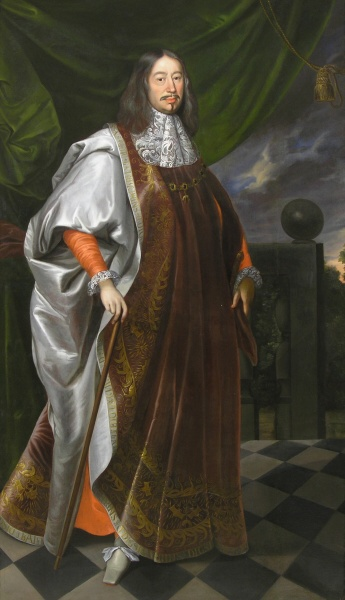
Mariin manžel, Jan Adolf ze Schwarzenbergu (1615-1683)

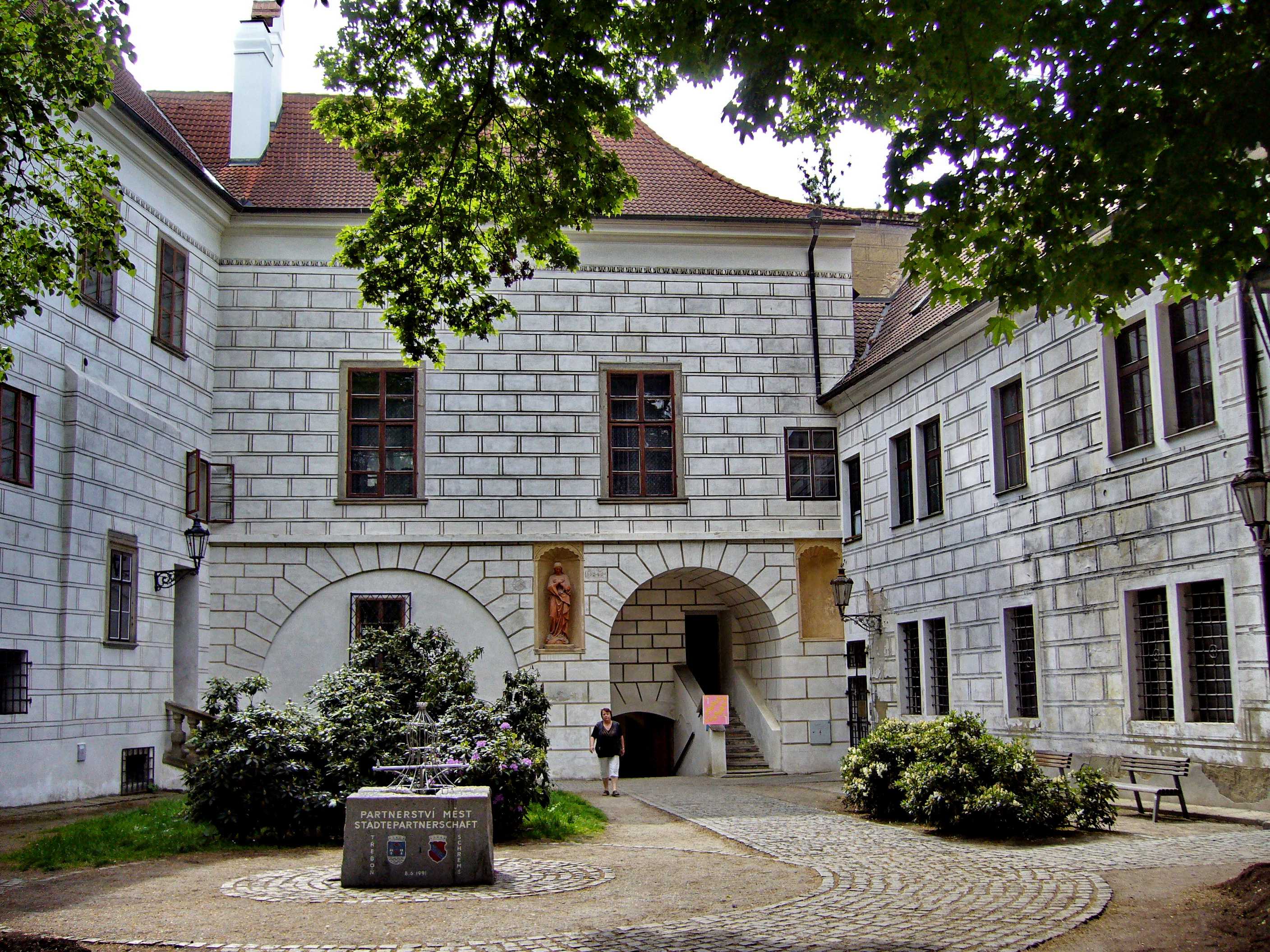
Třeboňský zámek

Narodila v roce 1618 jako dcera štýrského hraběte Ludvíka ze Starhembergu a jeho třetí manželky Barbory z Herbersteinu, vrchní komorné Marie Anny Španělské, manželky císaře Ferdinanda III.
15. března 1644 se ve Vídni provdala za Jana Adolfa I. ze Schwarzenbergu, jenž v té době již několik let sloužil ve službách biskupa arcivévody Leopolda Viléma. Jan Adolf se původně měl oženit s Marií Annou z Anhaltu, ale na přání císaře si nakonec vzal Marii Justinu. Novomanželé se krátce po svatbě odebrali do rezidence v Murau, kde se jim v prosinci 1644 narodil první potomek. Ten však po pár dnech zemřel. V roce 1647 byl Leopold Vilém jmenován místodržícím ve Španělském Nizozemí, kam se s ním přestěhoval i tehdy již nejvyšší hofmistr Jan Adolf s manželkou Marií Justinou. Během pobytu v Bruselu se jim narodilo 5 dětí, ovšem dospělosti se dožila pouze nejstarší dcera Marie Ernestina a třetí syn Ferdinand Vilém. Také kariéra Jana Adolfa zde stoupala – v roce 1648 byl jmenován císařským tajným radou a v roce 1650 převzal od španělského krále Filipa IV. Řád zlatého rouna.
O 4 roky později se situace zhoršila, neboť u Marie Justiny se objevily první příznaky duševní choroby. Odcestovala na zámek Schwarzenberg v Dolních Francích, kde podstoupila lázeňské procedury. Ty ji zbavily obtíží, takže se brzy mohla vrátit k manželovi a spolu s rodinou se v roce 1656 přesunula z Bruselu do Vídně. Po čase se však projevy nemoci vrátily a v roce 1663 se Jan Adolf rozhodl přesunout manželku do jižních Čech, kde střídavě pobývala na zámcích v Třeboni a v Hluboké nad Vltavou, kde byla pod neustálým dohledem lékařů a služebnictva. Ačkoliv se Jan Adolf snažil indispozici manželky utajit, začaly některé zprávy unikat na veřejnost. 16. listopadu 1662 si pak kardinál Arnošt Vojtěch z Harrachu po banketu ve schwarzenberském paláci poznamenal do svého deníku, že hraběnka "celý večer zůstala ve svých komnatách a vzácnou návštěvu nepřišla přivítat ani pozdravit."
Podle dochovaných zpráv, které si Jan Adolf nechal posílat od ošetřujících, se dá říci, že se jednalo o maniodepresivní psychózu. Ta se v případě kněžny projevovala neustálými změnami nálad od extrémní velkorysosti a veselí až po panovačnost a agresivitu. Během agresivních chvil dokázala kněžna rozbít i na dvě desítky cínového nádobí, takže Jan Adolf nařídil služebnictvu, aby jeho manželce přinášeli pouze starší nádobí. S ohledem ke zdraví kněžny pak z jejích pokojů byly odstraněny veškeré ostré nástroje jako nože, nůžky, spony či jehlice. Kněžna pak často ztrácela zájem o dění ve světě, zůstávala sama ve svém pokoji a odmítala jakékoliv návštěvy.
Se zhoršujícím se stavem se kněžna také pokoušela o útěk z třeboňského zámku. Z dochovaných pramenů můžeme spolehlivě mluvit o třech pokusech. První dva skončily neúspěchem, když služebnictvo stačilo před Marií Justinou ukrýt klíče. Teprve v létě 1675 se jí útěk zdařil a kněžna se uchýlila na zámek v Jindřichově Hradci k hraběnce Marii Františce Slavatové. Tady ji ještě téhož dne vyzvedl třeboňský hejtman Meyerhofer.
Postupně musela být Marie Justina pod neustálým dohledem služebnictva. V pokoji ji v noci hlídala dvojice sloužících, během dne čtyři a ráno a večer, kdy záchvaty dosahovaly vrcholu, jich muselo být i osm. Jan Adolf se sice snažil manželčin stav konzultovat s předními lékaři, ovšem tehdejší medicína jí nedokázala pomoci. Kníže tak nechal na Třeboni alespoň vybudovat zahrádku s léčivými bylinkami. Kromě toho konzultoval její stav i s předním kapucínským kazatelem Markem z Aviana.
V lednu 1681 se Janu Adolfu donesla do Lince zpráva, že se kněžně přitížilo. Ten ihned poslal do Třeboně předního lékaře Kurze, který shledal, že kněžna trpí návaly horka a zimnice, spojené se silnými bolestmi kloubů, plicním katarem a neustálým mravenčením v levé noze. Po zásahu Kurze se sice stav Marie Justiny na chvíli zlepšil, ovšem po několika dnech došlo k opětovnému zhoršení. Proto byl ke kněžně povolán její zpovědník, jezuitský páter Antonín z Jindřichova Hradce. V lednu pak ještě prodělala mrtvici, takže už nemohla mluvit. Následně se jí dostalo posledního pomazání, ovšem bez svatého přijímání, neboť vzhledem ke kněžnině stavu existovala obava, že by mohla eucharistii vyplivnout a tím ji znesvětit.
Marie Justina ze Schwarzenbergu zemřela 31. ledna 1681 v ranních hodinách. Ačkoliv se její syn Ferdinand, jakmile se dozvěděl o zhoršujícím se stavu matky, vydal na cestu, dorazil až navečer. Jan Adolf se sice chtěl ihned vypravit do Třeboně, ovšem nakonec zůstal v Linzi a pohřeb organizoval odtud. Původně měla být Marie Justina pohřbena ve schwarzenberské rodové hrobce v augustiniánském kostele ve Vídni, kvůli špatnému počasí však k transportu nemohlo dojít. Pohřbena tak nakonec byla v Třeboni ve farním kostele sv. Jiljí vedle hrobky Magdaleny z Rožmberka. Její manžel Jan Adolf ji přežil o dva roky.

## Rodina
- Manžel: ∞ 15.3.1644 Vídeň Jan Adolf I. ze Schwarzenbergu (20.9.1615, Wermelskirchen – 26.5.1683, Laxenburg), syn hraběte Adama ze Schwarzenbergu ( 19.8.1583/před 27.8. (asi 19.8.) 1583 Gimborn - 14.3.1641 Špandava) a (∞ 27.11.1613) Markéty von Pallant zu Larochette und Möstroff (+ 29.9.1615 Wermelskirchen)
- Děti (celkem 6, z toho 3 synové, 3 dcery; dospělého věku se dožily jen dvě):
  - 1. Jan Leopold Filip (leden 1647 – srpen 1647)
  - 2. Marie Ernestina (Arnoštka) (1649 Brusel – 3.4.1719 Vídeň), 7. vévodkyně krumlovská ∞ 1666 Jan Kristián I. z Eggenbergu (7.9.1641 – 14.12.1710 Praha)
  - 3. Ferdinand Vilém Eusebius (1652–1703), následník, 2. kníže ze Schwarzenbergu ∞ 21.5.1674 Langenargen Marie Anna hraběnka ze Sulzu (24.10.1653 Tiengen – 18.7.1698 Vídeň)
  - 4. Charlotta (1654–1661)
  - 5. Ludvík Adam (1655–1656)
  - 6. Polyxena (1658–1659)